# Первый съезд русских юристов
Первый съезд русских юристов — съезд представителей юридической профессии Российской империи, состоявшийся по инициативе Сергея Ивановича Баршева, Василия Николаевича Лешкова и Министерства народного просвещения в Москве с 5 по 8 июня 1875 года.

## История

Съезд юристов,1875

Проведение первого съезда юристов стало возможным благодаря либеральным реформам Александра II, особенно судебной реформе 1864 года, которые создали условия для формирования профессионального юридического сообщества. В ходе подготовки Судебных уставов 1864 года государство привлекало научные юридические круги к разработке законодательства. На волне этих преобразований 20 января 1863 года при Московском университете состоялось первое заседание Московского юридического общества — первой в Российской империи самоуправляемой организации юристов. Председателем общества был избран криминалист Сергей Иванович Баршев.
В 1872 году Баршев предложил провести первый общероссийский съезд юристов, по примеру Западной Европы. Образцом послужили съезды немецких юристов, которые с 1860 года регулярно собирались в разных городах Германии и Австрии. 18 (30) сентября 1872 года Московское юридическое общество приняло постановление, по которому была создана комиссия для разработки проекта организации первого съезда. В эту комиссию входили: председатель С. И. Барышев, товарищ председателя Василий Лешков, секретарь Адам Михайлович Фальковский, члены: В. И. Кохнов, Иван Михайлович Остроглазов, Л. Ф. Снегирёв, Эспер Николаевич Сумбул, С. С. Шайкевич, Михаил Петрович Соловьёв, Н. М. Цветаев. В 1873 году правительство одобрило съезд, но на его организацию понадобилось ещё два года. В этот период были определены цели встречи, созданы правила и определена программа занятий. В 1875 году с 5 по 8 июня в Москве по инициативе С. И. Баршева и профессора В. Н. Лешкова при поддержке Министерства народного просвещения состоялся Первый съезд русских юристов.
В работе съезда принимали участие ведущие представители российской юриспруденции — учёные-правоведы, судьи, адвокаты из разных регионов. Общее число делегатов составило 228 человек. Всего было заявлено около 120 проектов, было заслушано 12 докладов с обсуждениями. Программа состояла из 50 вопросов по следующим отделам:
- гражданского и торгового права;
- уголовного права и тюрьмоведения;
- судоустройства и уголовного судопроизводства;
- гражданского процесса и нотариальной части.

При открытии съезда в Москве, в стенах Московского университета, 5 июня 1875 г., В. Н. Лешков произнес речь, в которой высказывал общий взгляд на значение и компетенцию съезда и желательность созвания подобных съездов и на будущее время. Секретарём съезда был избран А. М. Фальковский. До настоящего времени этот съезд остался единственным в истории России, так как попытки организации второго подобного съезда не получили разрешения администрации ни до 1917 ни после. Первый съезд русских юристов, инициированный и организованный Московским юридическим обществом в 1875 г., стал первым (и последним) опытом проведения общероссийского юридического форума.
На съезде Ф. Н. Плевако говорил:
«Мы увидели, что разум создан не для того, чтобы творить, а для того, чтобы изучать и анализировать… Следует обратиться к „юридическим инстинктам“, живущим в народе. Эти инстинкты, разумно понятые и собранные, дадут основание для разумного понимания юридических потребностей общества… И точно так же, как не химики создали законы химические, точно так же не юристы должны придумывать правовые институты».

## Программа съезда
- Открытие съезда и первое заседание 5 июня
- Заседание 6 июня
- I. Доклад В. Н. Лешкова: «О праве промышленности, как основании для отличения прав торгового и вексельного от гражданского»
- Прения по докладу В. Н. Лешкова
- Предложение С. И. Зарудного, доложенное А. М. Фальковским: «Об издании X т св. зак., дополненного в самом тексте статей всеми узаконениями, вошедшими в продолжение законов»
- Прения о предложении С. И. Зарудного
- Доклад М. Н. Соловьева и А. М. Фальковского: «Об издании гражданского уложения Российской Империи с изложением причин необходимости отмены местных сводов гражданских узаконений, ныне действующих, и указанием основных положений, могущих служить к объединению в России гражданского права»
- Прения по докладу М. П. Соловьева и А. М. Фальковского
- II. Доклад В. И. Родиславского: «О необходимости определить в нашем законодательстве гражданскую ответственность за самовольное представление драматического произведения»
- Прения по докладу В. И. Родиславского
  - Заседание 7 июня
- I. Доклад Н. В. Калачова: «Об отношении обычного права к законодательству»
- II. Доклад В. Д. Спасовича: «Следовало бы разрешить свободное распоряжение по духовным завещаниям родовыми имуществами»
- III. Предложение В. Д. Спасовича: «О введении в наше законодательство распоряжений имуществом посредством договоров на случай смерти» и прения сопровождавшие это предложение
- IV. Доклад В. Г. Демченко: «Не представляется достаточного теоретического основания возводить универсальное и партикулярное преемство к разным эпохам развития и различным степеням сознания наследства, напротив — универсальность и партикулярность наследования должно рассматривать, как следствия различной наследственной принадлежности имуществ, а не различного понимания существа

наследства разными народами в разные времена»
- Прения по докладу В. Г. Демченко
- Предложение В. А. Умова, доложенное А. М. Хоткевичем: «С какого времени имущество безвестно-отсутствующего лица поступает к наследникам его и каким порядком последние вступают в право распоряжения оным, как своею собственностью?»
- Прения по поводу предложения В. А. Умова
  - Заседание 8 июня
- I. Доклад Н. П. Ляпидевского: «О дополнении нашего действующего законодательства постановлением об узаконении и признании детей, рождённых вне брака»
- II. Доклад А. В. Лохвицкого: «О предоставлении наследнику права получать наследство по описи и оценке и об ответственности его за долги наследодателя только в пределах стоимости полученного наследства»
- Прения по докладу А. В. Лохвицкого
- III. Предложение Тергукасова, доложенное А. Я. Ашеберг, по вопросу о том: «Где должен быть протестован вексель, выданный по предъявлении, в том ли месте, где имеет постоянное жительство векселедатель или бланконадписатель, или же где написан вексель?»
- Речь С. И. Баршева
- Заключительная речь Н. В. Калачова
- Заключительные прения